# Kareby socken
Kareby socken i Bohuslän ingick i Inlands Södre härad, ingår sedan 1971 i Kungälvs kommun och motsvarar från 2016 Kareby distrikt.
Socknens areal är 36,55 kvadratkilometer varav 35,73 land. År 2000 fanns här 1 712 invånare. I socknen ligger tätorten Kareby och mindre delar av Kungälvs tätort samt småorterna Hanekullen och Kålltorp, Lundby, Skårby och Kareby kyrkby med sockenkyrkan Kareby kyrka.   

## Administrativ historik
Kareby socken har medeltida ursprung. 
Vid kommunreformen 1862 övergick socknens ansvar för de kyrkliga frågorna till Kareby församling och för de borgerliga frågorna bildades Kareby landskommun. Landskommunen inkorporerades 1952 i Romelanda landskommun som 1971 uppgick i Kungälvs kommun.
1 januari 2016 inrättades distriktet Kareby, med samma omfattning som församlingen hade 1999/2000.  
Socknen har tillhört län, fögderier, tingslag och domsagor enligt vad som beskrivs i artikeln Inlands Södre härad. De indelta soldaterna tillhörde Bohusläns regemente, Livkompaniet och de indelta båtsmännen tillhörde 2:a Bohusläns båtsmanskompani.
Vid en brand i Romelanda prästgård 1815 förstördes pastoratets arkiv och därmed kyrkböcker för släktforskning.

## Geografi
Kareby socken ligger nordväst om Kungälv. Socknen består uppodlade lerslätter mellan låga, delvis skogklädda och delvis bara bergshöjder.

### Gårdar och områden[7]
- Arnebo
- Arntorp
- Arntorp Övra
- Arntorp Nedra
- Björkebacka
- Bollestad
- Bollestad Stora
- Bollestad Norra
- Bollestad Västra
- Grokareby
- Grokareby Västerg.
- Grokareby Mellang.
- Grokareby Österg.
- Hagstorp
- Hagstorp Sörg.
- Hagstorp Norg.
- Håltet, Nedra (Hålt Nedra)
- Håltet, Övra (Hålt Övra)
- Hägnan
- Höjer
- Höjer Mellang.
- Höjer Norg.
- Höjer Sörg.
- Hölehed
- Hönekullen (Hanekullen)
- Kareby
- Kareby Prästg.
- Kareby Toveg.
- Kareby Överg.
- Kareby Nederg.
- Källeröd
- Lundby
- Lundby Stora
- Lundby Lilla
- Löstorp
- Löstorp Östra
- Löstorp Västra
- Myrebacka
- Olseröd
- Olsåker
- Ringby
- Ringby Östra
- Ringby Västra
- Ringby Lilla
- Rishammer (Rishammar)
- Rishammer Östra
- Rishammer Västra
- Rishammer Lilla
- Rogstorp
- Rogstorp Österg.
- Rogstorp Västerg.
- Rombacka
- Ryr
- Räfsal
- Räfsal Norra
- Räfsal Södra
- Röd
- Skogen
- Skogen Stora
- Skogen Lilla

- Skårby
- Skårby Västerg.
- Skårby Mellang.
- Skårby Österg.
- Solbräcke
- Toften (Toftan)
- Torp
- Torp Stora
- Torp Västra
- Torp Östra
- Ullstorp
- Vegestorp
- Vegestorp Stora
- Ön

## Fornlämningar
Sju boplatser, lösfynd och fyra hällkistor från stenåldern är funna. Från bronsåldern finns gravrösen, skålgropsförekomster och hällristningar. Från järnåldern finns sju gravfält och en fornborg.

## Befolkningsutveckling
Befolkningen ökade från 958 1810 till 1 553 1860 varefter den minskade till 942 1960 då den var som minst under 1900-talet. Därefter vände folkmängden uppåt igen till 2 232 1990.

## Namnet
Namnet skrevs 1388 Karlaby och kommer från kyrkbyn. Namnet innehåller karl och by, 'gård; by'.
Före 1860 skrevs namnet Karreby socken.